# Szkic do obrazu Madonna z kotem
Szkic do obrazu Madonna z kotem – szkic narysowany w latach 1478–1481 lub 1480–1481 przez Leonarda da Vinci. Został sporządzony piórem i brązowym atramentem, na papierze widoczne są również nacięcia rylcem. Znajduje się w zbiorach British Museum w Londynie. Leonardo w szkicu nawiązuje do legendy, według której w momencie narodzenia Jezusa Chrystusa kotka powiła młode. Wymiary rysunku: 13 cm wysokości, 9,4 cm szerokości.
Jest to jedno z sześciu rysunków Leonarda przedstawiające Madonnę, Dzieciątko Jezusem i kota.